# Fusillés et déportés de Bugeat
Les « Fusillés et déportés de Bugeat » sont un ensemble de 21 personnes, hommes, femmes, enfants, vingt-et-un civils, de différentes nationalités, réfugiés à Bugeat (Corrèze) pendant la Seconde Guerre mondiale, et qui ont été, à trois dates différentes de la période 1943-1944, des victimes des actions menées par l’Allemagne nazie.

## Contexte
La période 1940-1944 est marquée, à Bugeat, comme dans un grand nombre de communes françaises, par une traque menée par les autorités allemandes et françaises à l’encontre de personnes jugées « indésirables » : des personnes menant des actions de résistance, ainsi que des membres de familles juives réfugiées en Corrèze.

## Déportations de l’année 1943
L’année 1943 voit l’arrestation et la déportation de trois réfugiés juifs, assignés à Bugeat pour un travail forcé de fabrication de charbon de bois ; ils sont arrêtés le 27 février 1943, parce qu'ils sont juifs, et ils sont déportés dans le convoi 51 du 6 mars 1943 à destination du camp d’extermination de Sobibor ; deux d'entre eux sont assassinés à leur arrivée à Sobibor :
- Salomon Feldstein, 25 ans, déporté et assassiné au camp de Sobibor en mars 1943 ;
- Lejer Tendler, 42 ans, déporté et assassiné au camp de Sobibor en mars 1943.

Le troisième d'entre eux est, à son arrivée à Sobibor, transporté à 
Auschwitz ; il s'agit de :
- Isaac Gicht, 41 ans, assassiné à Auschwitz en mars 1944.

## Déportés du début de 1944
Début 1944, la pression des autorités allemandes et françaises sur les personnes menant des actions de résistance s’intensifie ; ainsi, en février 1944, il y a l’arrestation et la déportation de trois personnes ; ces trois hommes sont arrêtés, à Bugeat, le 5 janvier 1944, pour "avoir eu des relations avec des réfractaires" et ils sont déportés dans le convoi I.172 du 22 janvier 1944 à destination du camp de concentration de Buchenwald ; deux de ces trois déportés ne reviennent pas de déportation :
- André Drouaine, 20 ans, déporté au camp de Buchenwald, mort au camp de Königstein en janvier 1945 ;
- Marius Pasquini, 30 ans, déporté au camp de Buchenwald ;
- Paul Stock, 27 ans, déporté au camp de Buchenwald, mort au camp de Nordhausen en avril 1945.

## Fusillés du6 avril 1944
En avril 1944, des soldats allemands de la division Brehmer, qui est commandée par le général Walter Brehmer, et qui mène une opération de répression de grande ampleur en Dordogne et en Corrèze, atteignent Bugeat, le 6 avril 1944 ; ainsi, il y a, ce jour-là, l’arrestation, à Bugeat, dans le village de l’Échameil, de quatre cultivateurs, qui sont fusillés à proximité du bourg, dans une action visant à terroriser la population ; un cinquième homme est arrêté dans le bourg de Bugeat, Chaïm Rozent, arrêté parce qu’il est juif. Il sera fusillé à L'Église-aux-Bois, une commune proche de Bugeat :
- Léon Gane, 37 ans, fusillé à Bugeat le 6 avril 1944 ;
- Antoine Gourinal, 44 ans, fusillé à Bugeat le 6 avril 1944 ;
- Antoine Nauche, 56 ans, fusillé à Bugeat le 6 avril 1944 ;
- Chaïm Rozent, 33 ans, fusillé à L'Église-aux-Bois le 6 avril 1944 ;
- Henri Vacher, 50 ans, fusillé à Bugeat le 6 avril 1944.

## Déportés du 6 avril 1944
Ce même 6 avril 1944, les mêmes soldats allemands procèdent à une rafle de Juifs, des femmes et des enfants ; les personnes arrêtées sont déportés dans le convoi 72 du 29 avril 1944 à destination du camp d’Auschwitz ; une seule de ces dix personnes déportées reviendra de déportation:
- Lucie Fribourg, 70 ans, déportée le 29 avril 1944, assassinée à Auschwitz ;
- Carola Hoch, 49 ans, déportée le 29 avril 1944, assassinée à Auschwitz ;
- Anna Izbicka, 6 ans, déportée le 29 avril 1944, assassinée à Auschwitz ;
- Jeanne Izbicka, 16 ans, déportée le 29 avril 1944 à Auschwitz ;
- Anna Kleinberg, 11 ans, déportée le 29 avril 1944, assassinée à Auschwitz ;
- Maryem Kleinberg, 40 ans, déportée le 29 avril 1944, assassinée à Auschwitz ;
- Rosa Kleinberg, 9 ans, déportée le 29 avril 1944, assassinée à Auschwitz ;
- Brana Tencer, 37 ans, déportée le 29 avril 1944, assassinée à Auschwitz ;
- Serge Tencer, 3 ans et demi, déporté le 29 avril 1944, assassiné à Auschwitz ;
- Clara Uhlmann, 67 ans, déportée le 29 avril 1944, assassinée à Auschwitz.

## Quatre destins de fusillés et déportés de Bugeat
Les actions dont ont été victimes, de la part de l’Allemagne nazie, les fusillés et déportés de Bugeat, couvrent une période de plus d'un an, et, pour chacun des quatre groupes de personnes qui ont été les victimes de ces actions, il est possible d'en faire une description plus précise en évoquant le destin d'une personne appartenant à chacun de ces groupes ; ce qui diffère dans les actions menées par les autorités allemandes et françaises à l’encontre des personnes jugées « indésirables », c’est le sort réservé aux victimes selon que les personnes traquées sont juives ou ne le sont pas, et les Juifs, au motif qu’ils sont juifs, sont déportés vers des camps, où leur destin, dicté par leurs bourreaux, est celui d’être assassinés ; ce qui réunit toutes ces victimes, c’est, lors des opérations de grande ampleur, le mode opératoire de ceux qui les traquent, avec des soldats qui encerclent les bourgs, rassemblent la population, désignent des otages, obtiennent des renseignements sur les « Indésirables », et les hommes juifs sont abattus, ansi que les suspects, les femmes et les enfants d’origine juive sont arrêtés et emmenés pour être déportés, des bâtiments sont pillés et incendiés.

### Début 1943 - Les déportés - Lejer Tendler
Lejer Tendler est né à Volbron, en Pologne, en 1901 ; il se réfugie en France en 1920, s'installant à Strasbourg ; lorsque la France est occupée, il se réfugie à Chalagnac, en Dordogne, avec sa femme, Sarah, et son fils, Roland, né en 1936, à Strasbourg. En 1942, Lejer est intégré dans le 665e Groupement de travailleurs étrangers de Soudeilles, en Corrèze, et il a été assigné à un travail forcé de charbonnier, dans la région de Bugeat ; dans la même région, un autre T.E. (Travailleur Etranger) juif est occupé aux mêmes travaux de charbonnage, Salomon Feldstein ; les deux travailleurs, Lejer et Salomon, sont arrêtés le 27 février 1943, à Bugeat. Ils sont les victimes d'une opération de représailles de grande ampleur, ciblant 2 000 Juifs, dans laquelle les autorités françaises sont les maîtres d’œuvre ; pour la Corrèze, il s'agit du préfet de la Région de Limoges et du préfet de la Corrèze ; les forces chargées des arrestations sont celles de la police pour les villes, et celles de la Gendarmerie pour les campagnes ; dans le département de la Corrèze, plus de 130 Juifs seront arrêtés. Lejer Tendler est déporté, comme Salomon Feldstein dans le convoi 51, qui quitte Drancy le 6 mars 1943, à destination de Sobibor, un camp d'extermination. Lejer Tendler est assassiné le 11 mars 1943 à Sobibor ; Salomon Feldstein est assassiné le même jour.

### Début 1944 - Les déportés - Paul Stock
Paul Stock est né le 25 septembre 1917 à Metz, et, soldat en 1940, il est fait prisonnier, détenu dans un stalag, libéré en septembre en qualité d’Alsacien-Lorrain. Il refuse de servir dans l’armée allemande, et il se réfugie à Bugeat, où se trouvent des membres de sa famille, et où il travaille à la SNCF. Il est arrêté au même moment que son ami André Drouaine. Il est accusé d’« activités anti-allemandes ». Il est déporté, dans le convoi I.172 du 22 janvier 1944 de Compiègne à Buchenwald, où il est enregistré avec le matricule 43307. Il travaille au camp de Dora, et il est ensuite transporté, étant malade, au camp de la caserne Boelcke, à Nordhausen, où il décède en avril 1945.

### 6 avril 1944 - Les fusillés - Henri Vacher
Henri Vacher est né le 13 mai 1893 à Bugeat, au village du Monteil, dans une famille de cultivateurs. Soldat en 1914-1918, il perd une jambe dans les combats. En 1944, il vit et travaille comme cultivateur, avec son épouse, au village de l’Échameil, sur la commune de Bugeat, et le fils du couple est dans un groupe de maquisards. Le 6 avril 1944, un détachement de la division Brehmer mène une opération de ratissage et de répression des maquis et de persécution des Juifs de dans la commune de Bugeat ; à la recherche de résistants, les soldats allemands se rendent au village de l’Échameil ; quatre hommes du village, Léon Gane, Antoine Gourinal, Antoine Nauche et Léon Vacher, accusés de collusion avec la Résistance sont arrêtés et emmenés à Bugeat avec l’épouse d’Henri Vacher ; Henri Vacher et les autres otages sont abattus à la sortie du bourg, sur la route de Gourdon-Murat ; Mme Vacher est consuite à la prison de Limoges, et elle est ensuite libérée.

### 6 avril 1944 - Les déportés - Brana Tencer
Brana Tencer est née le 4 juillet 1906, en Pologne, à Kalisz, une ville du centre du pays, située à l’ouest de Łódź. Elle vit à Paris, au début des années 1940, avec son fils Serge, qui est né à Paris en 1940, et avec le père de Serge, Szyja Zoltak, qui est déporté en 1942. Brana Tencer et son fils Serge sont réfugiés à Bugeat, en 1944 ; Brana est arrêtée à Bugeat, parce qu’elle est juive, le 6 avril 1944, elle est conduite à Limoges, puis à Drancy. Elle est déportée, avec son fils Serge, dans le convoi 72 du 29 avril 1944 de Drancy à Auschwitz, où elle et son fils Serge sont assassinés en mai 1944.

## Mémoriaux
- Les noms de Léon Gane, Antoine Gourinal, Antoine Nauche, Henri Vacher sont gravés sur le monument aux morts situé place du Champ de foire, à Bugeat[6].

Ces mêmes noms sont gravés sur la stèle commémorative du pont de Vezou, qui est inaugurée le 6 avril 1947, et qui est placée, sur la route départementale 32, à la sortie de Bugeat, à l'endroit où les quatre hommes ont été fusillés, le 6 avril 1944.

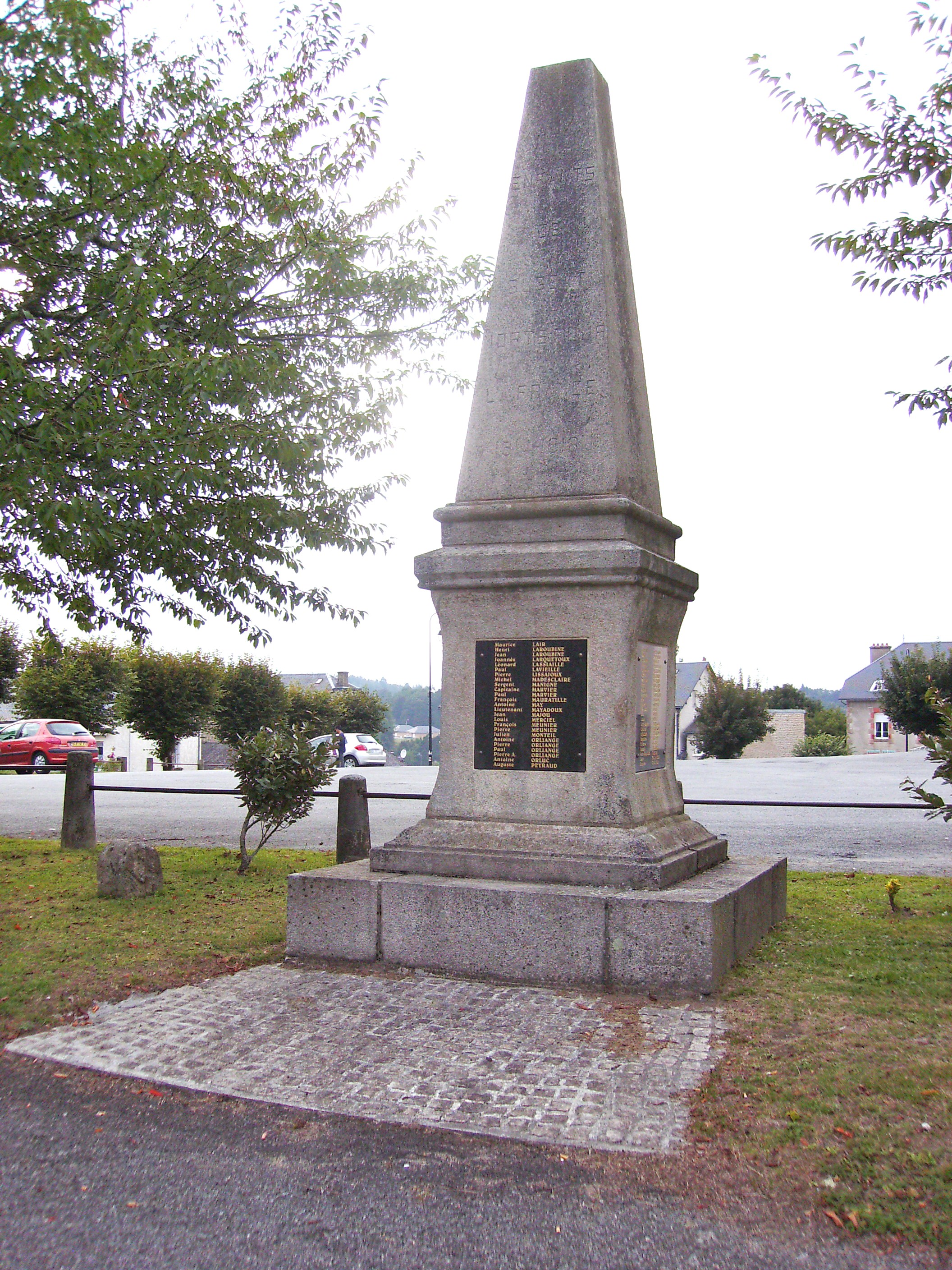
Le monument aux morts de Bugeat.

- Les noms de André Drouaine, Lucie Fribourg, Carola Hoch, Anna Izbicka, Jeanne Izbicka, Anna Kleinberg, Maryem Kleinberg, Rosa Kleinberg, Chaïm Rozent, Brana Tencer, Serge Tencer, Clara Uhlmann sont gravés sur la stèle aux victimes du nazisme, placée sur le mur de la mairie de Bugeat, place de l’église[8].

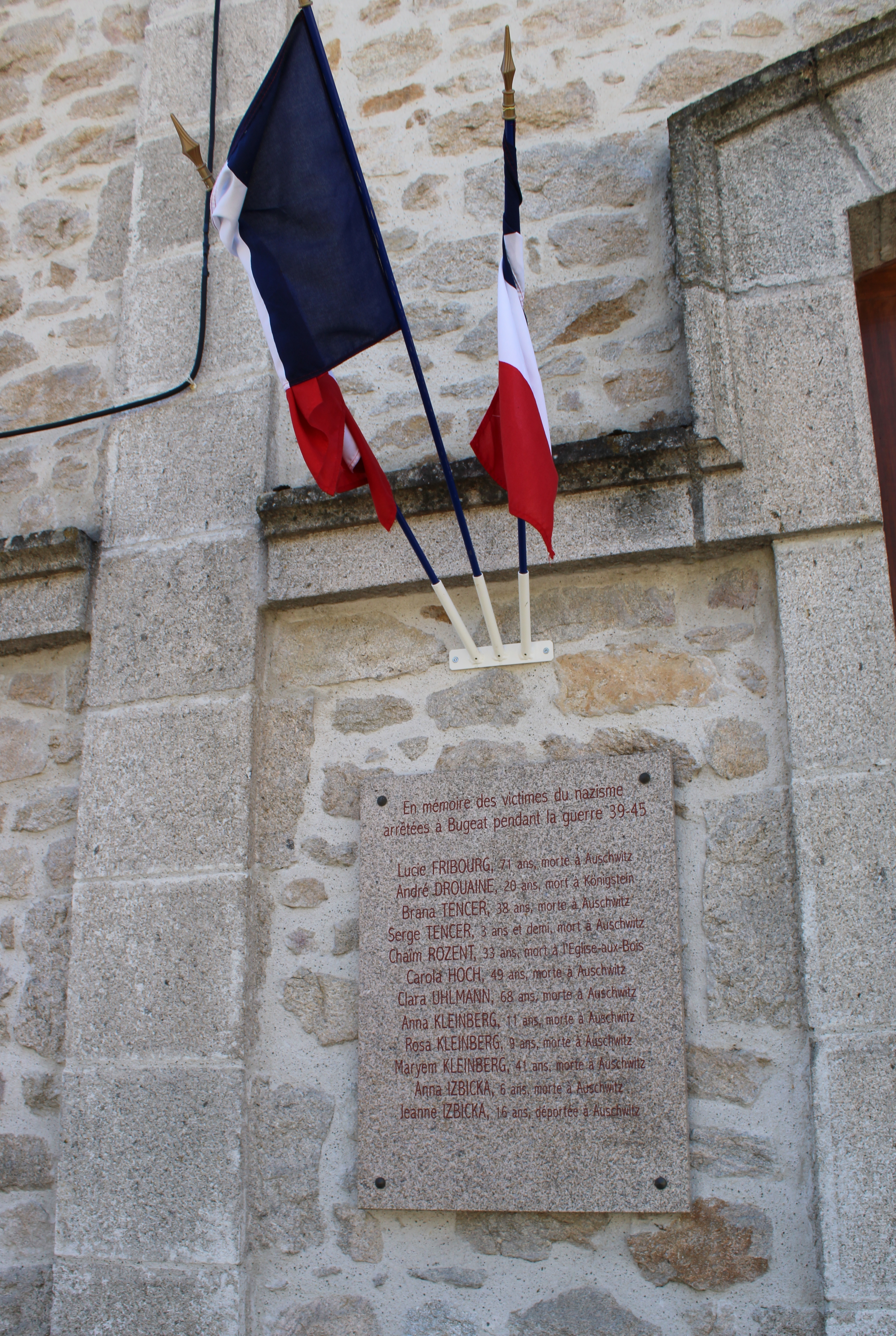
Plaque en hommage aux victimes du nazisme arrêtés à Bugeat.

- Les noms des 21 Fusillés et Déportés de Bugeat sont gravés sur une nouvelle plaque mémorielle, qui a pris la place de la plaque originelle ; cette nouvelle plaque a été inaugurée le 8 mai 2025, et elle est, comme la plaque originelle, placée sur le mur de la mairie de Bugeat, place de l’église.

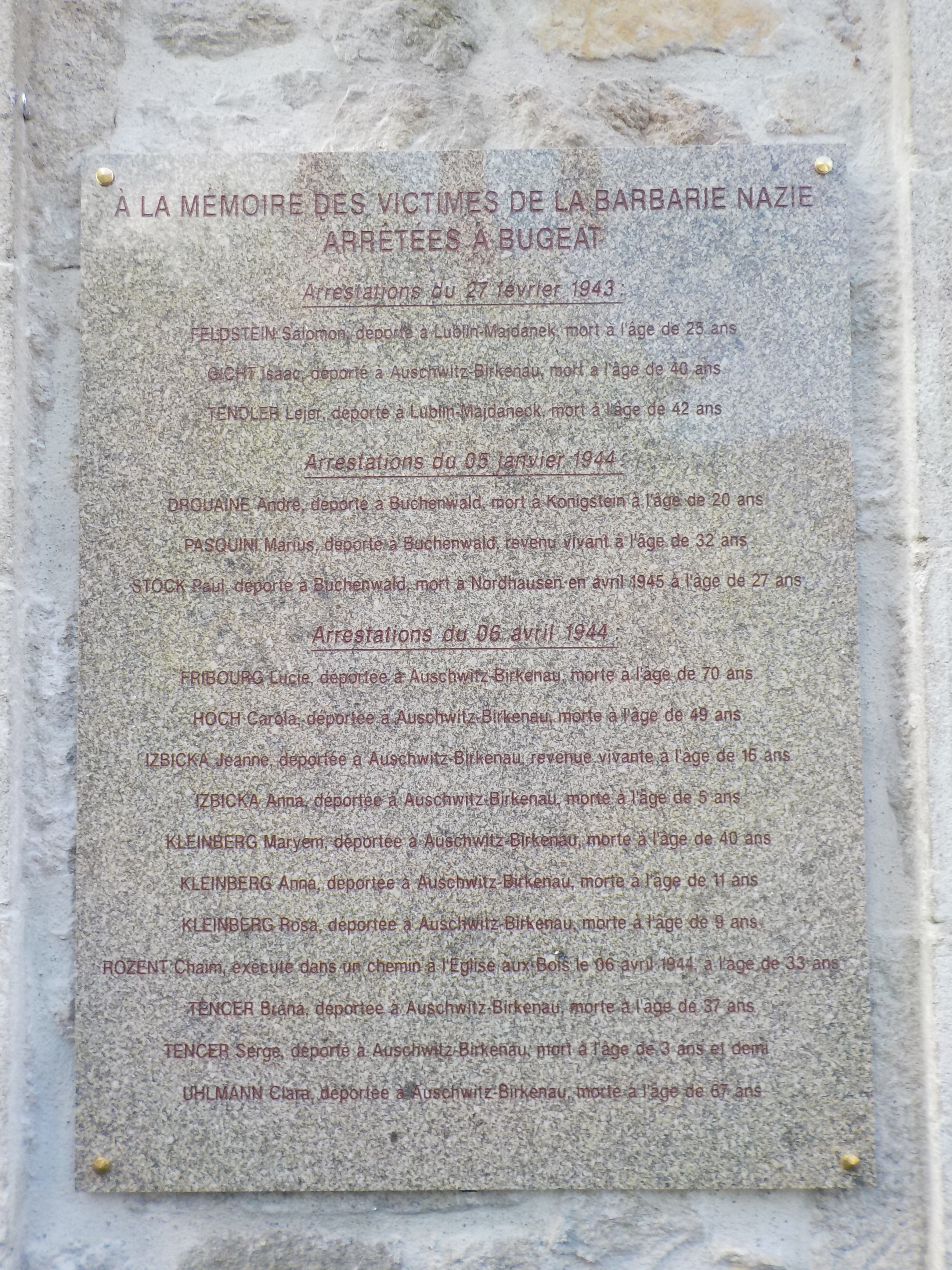
Plaque mémorielle des Fusillés et Déportés de Bugeat (Corrèze, France) inaugurée le 8 mai 2025.

## Littérature et cinéma

### Littérature
Jean-Marie Borzeix, faisant œuvre de journaliste, mais aussi d'historien, publie, en 2008, aux Éditions Stock, Jeudi saint (traduction en langue anglaise : One Day in France : Tragedy and Betrayal in an Occupied Village, traduit par Gay McAuley, préface de Caroline Moorehead, éditeur : I.B. Tauris, 2016), où il fait le récit des évènements survenus à Bugeat, le 6 avril 1944, un jeudi de la Semaine sainte, où ont été fusillés, par des soldats allemands, cinq hommes, et ont été arrêtés, par ces mêmes soldats allemands, onze femmes et enfants juifs, qui ont été déportés à Auschwitz ; l'auteur se fait enquêteur pour mettre à jour les noms et les destins des victimes, ainsi que les détails de ces évènements qui ont été très largement oubliés dans la mémoire collective.

### Cinéma
Un film documentaire, d'une durée de 81 minutes, datant de 2023, Sortie des ombres, produit par Pyramide Production, est tourné par le cinéaste Patrick Séraudie ; le réalisateur, à travers un cheminement qui mène le spectateur de la Pologne à la France et jusqu'en Israël, fait le récit du destin de Chaïm Rozent, et de ses descendants, qui font le voyage jusqu'à L'Église-aux-Bois, où est enterré Chaïm, fusillé le 6 avril 1944.